# راموسترون
راموسترون (انگلیسی: Ramosetron) یک آنتاگونیست گیرنده سروتونین 5-HT3 برای درمان تهوع و استفراغ است. راموسترون همچنین برای درمان «سندرم روده تحریک‌پذیر غالب اسهال در مردان و زنان» تجویز می‌شود.